# Русский драматический театр Узбекистана
Государственный академический русский драматический театр Узбекистана — один из старейших театров страны, основан в 1934 году; в 1967 году театру присвоено почётное звание академического. Новое здание театра, расположенное в самом центре Ташкента, было открыто в 2001 году.

## История театра
Ташкентский русский драматический театр был создан 21 октября 1934 года. Его основатели — Василий Александрович Чиркин, первый художественный руководитель театра, и Михаил Карлович Вулконский. В 1936 году театру было присвоено имя русского писателя Максима Горького, а в 1967 году — почётное звание «Академический».
В разные годы на сцене театра ставились спектакли по пьесам известных русских и зарубежных драматургов: А. С. Пушкина, Н. В. Гоголя, А. Н. Толстого, М. Ю. Лермонтова, А. П. Чехова, А. С. Грибоедова, А. Н. Островского, Б. Шоу, А. М. Горького, У. Шекспира и многих других; узбекских писателей — Хамзы, Н. Сафарова, А. Каххара, С. Азимова, М. Шейхзаде, С. Ахмада, Т. Зульфикарова и Алишера Навои.
7 февраля 2001 года театр переехал в новое здание в центре города Ташкента.
26 декабря 2014 года было торжественно отмечено 80-летие театра при активном участии Посольства Российской Федерации в Узбекистане. В 2019 году — год 85-летия театра, Председатель Совета Федерации Валентина Матвиенко и Председатель Сената Олий Маджлиса Танзила Нарбаева посетили Русский драматический театр Узбекистана и поздравили коллектив театра с этой знаменательной датой.
Академический русский драматический театр Узбекистана играет важную роль в сохранении и распространении русской культуры в регионе, на сцене театра проходят праздничные мероприятия, посвящённые знаменательным датам российской истории и русской диаспоры Узбекистана с участием узбекских и российских исполнителей.

## Коллектив театра
Директор театра — заслуженный артист Узбекистана Олег Анатольевич Васильев, главный режиссёр — заслуженный артист Узбекистана Умаров Валихан Мирвасилович, режиссёры: заслуженный деятель искусств Узбекистана Авдюшкина Ирина Геннадьевна, Салихова Наталья Владимировна.
Основные актёры театра — народный артист Узбекистана Абзал Азимович Рафиков, заслуженная артистка Узбекистана Ольга Даниловна Овчинникова, заслуженная артистка Узбекистана Людмила Ивановна Стоцкая, заслуженный артист Узбекистана Олег Викторович Галахов, заслуженный артист Узбекистана Фируз Саадиевич Максудов.
В разное время в коллективе театра работали: народный артист Узбекской ССР Пётр Семёнович Давыдов (1900—1963), народная артистка Узбекской ССР Людмила Николаевна Грязнова (1939—1991), заслуженный деятель искусств Узбекистана Владимир Михайлович Шапиро (1948—2021), заслуженный деятель искусств Узбекской ССР Иосиф Вениаминович Радун, заслуженная артистка Узбекистана Элеонора Ивановна Дмитриева (1937—2022).

## Текущий репертуар
| 6 июня 2009 года  | Бешеные деньги                    | А. Островский                                                              | В. Шапиро     |
| 29 ноября 2013    | Плачу вперед                      | Н. Птушкина                                                                | В. Шапиро     |
| 4 мая 2014        | Зойкина квартира                  | М. Булгаков                                                                | В. Шапиро     |
| 22 июня 2014      | Банкрот, или Свои люди — сочтемся | А. Островский                                                              | Ю. Фисан      |
| 27 июня 2015      | Тётки                             | А. Коровкин                                                                | Ю. Фисан      |
| 3 октября 2015    | Жанна                             | Я. Пулинович                                                               | М. Каминский  |
| 9 февраля 2016    | Иди моё творение в народ!...      | по А. Навои                                                                | Б. Хамидов    |
| 12 марта 2016     | Не буди лихо, пока оно тихо!      | В. Сигарев                                                                 | М. Каминский  |
| 5 ноября 2016     | Провинциальные анекдоты           | А. Вампилов                                                                | М. Каминский  |
| 24 июня 2017      | Ревизор                           | Н. Гоголь                                                                  | Б. Хамидов    |
| 19 марта 2019     | Черная бурка                      | Г. Хугаев                                                                  | А. Абдуллаев  |
| 25 апреля 2019    | Страсти по-испански               | С. Алешин                                                                  | И. Авдюшкина  |
| 25 мая 2019       | Одинокая лодка                    | Э. Агзам                                                                   | В. Умаров     |
| 2 ноября 2019     | Лавина                            | Т. Джюдженоглу                                                             | В. Умаров     |
| 16 января 2021    | Крошка                            | Ж. Летраз                                                                  | И. Авдюшкина  |
| 22 октября 2021   | Аккомпаниатор                     | А. Галин                                                                   | Ф. Максудов   |
| 30 октября 2021   | Эзоп                              | Г. Фигейредо                                                               | И. Авдюшкина  |
| 12 февраля 2022   | «Медведь» и «Предложение»         | по А. Чехову                                                               | И. Чумаченко  |
| 22 апреля 2022    | Аромат любви                      | Н. Саймон                                                                  | А. Абдуллаев  |
| 30 апреля 2022    | Потерянная душа                   | Л. Хеллман                                                                 | И. Авдюшкина  |
| 11 февраля 2023   | Гамлет                            | У. Шекспир                                                                 | В. Умаров     |
| 16 апреля 2023    | Тигр                              | по М. Шизгалу                                                              | Н. Салихова   |
| 27 апреля 2023    | Волки и овцы                      | А. Островский                                                              | И. Авдюшкина  |
| 2 декабря 2023    | Именины с приключениями           | по С. Лобозерову                                                           | Н. Салихова   |
| 20—21 января 2024 | Пушкин. Последние дни             | основан на письмах, воспоминаниях современников и произведениях А. Пушкина | В. Умаров     |
|                   | Как украсть бриллианты?           | Р. Хоудон                                                                  | Ю. Фисан      |
|                   | Времени вагон                     | С. Носов                                                                   | И. Авдюшкина  |
|                   | Баба Шанель                       | Н. Коляда                                                                  | Ю. Фисан      |
|                   | Смятение праведных                | по А. Навои с использованием романа Айбека «Алишер Навои» (1945)           | В. Умаров     |
|                   | Ханума                            | А. Цагарели                                                                | В. Умаров     |
|                   | Муж в кредит                      | по М. Задорнову                                                            | В. Островский |
|                   | Профессор в законе                | по А. Рейно-Фуртону                                                        | М. Каминский  |
|                   | Миленький ты мой                  | по М. Варфоломееву                                                         | У. Шарметов   |

## Школа-студия
Школа-студия при театре открыта в 1994 году. Набор в школу-студию происходит один раз в два года.

## Награды
- Орден Трудового Красного Знамени (2 ноября 1984 года) — за заслуги в развитии советского театрального искусства[10].

## Примечание
1. ↑  История АРДТУз. Дата обращения: 27 июля 2015. Архивировано 12 августа 2014 года.
2. ↑  Академический Русский Драматический Театр Узбекистана. Дата обращения: 27 июля 2015. Архивировано из оригинала 22 августа 2014 года.
3. ↑  80-летие Академического русского драматического театра Узбекистана отметили в Ташкенте. Дата обращения: 27 июля 2015. Архивировано 4 марта 2016 года.
4. ↑  Представительство Россотрудничества в Республике Узбекистан (29 декабря 2014). Архивировано из оригинала 11 июня 2015 года.
5. ↑  Валентина Матвиенко посетила Государственный академический русский драматический театр. Дата обращения: 27 мая 2024. Архивировано 27 мая 2024 года.
6. ↑  Концерт ко Дню России «Лейся, песня» в Ташкенте. Дата обращения: 17 августа 2015. Архивировано 4 марта 2016 года.
7. ↑  20-летие Русского культурного центра в Ташкенте. Дата обращения: 17 августа 2015. Архивировано 28 февраля 2019 года.
8. ↑  Администрация АРДТУз Архивировано 23 сентября 2015 года.
9. ↑  Русский драматический театр Узбекистана. Коллектив. Дата обращения: 27 мая 2024. Архивировано 27 мая 2024 года.
10. ↑  Указ Президиума Верховного Совета СССР от 2 ноября 1984 года № 1263 «О награждении Ташкентского государственного русского академического театра драмы имени М. Горького орденом Трудового Красного Знамени». Дата обращения: 26 августа 2021. Архивировано 26 августа 2021 года.